# Now This Is Music 8
Now This Is Music 8 is een verzamelalbum uit de Now This Is Music serie uitgebracht in 1988 met hits van dat moment.
Het was het achtste deel uit een serie van elf, die van 1984 tot 1989 liep en de Nederlandse tegenhanger was van het Engelse "Now That's What I Call Music".
Het album kwam in de albumlijst van de Nederlandse top 40 binnen op 19 maart 1988, bereikte de 6e plaats en bleef 13 weken in de lijst.

## Tracklist
kant A
1. T'Pau - China In Your Hand
2. Dalbello - Tango
3. Johnny Hates Jazz  - Turn back The Clock
4. Labi Siffre - Nothing's Gonna Change
5. Belinda Carlisle - Heaven Is A Place On Earth
6. UB40 - Maybe Tomorrow
7. Jellybean - The Real Thing

kant B
1. Alf - Stuck On Earth
2. Maxi Priest - Some Guys Have All The Luck
3. Wally Jump jr. & the Criminal Element - Tighten Up (I just can't stop dancin')
4. Eric B. & Rakim - Paid In Full
5. Paul Carrack - Don't Shead A Tear
6. Whitesnake - Here I Go Again
7. Wendy & Lisa - Sideshow

kant C
1. Sinead O'Connor - Troy
2. Joe Cocker - Unchain My Heart
3. Christians - Ideal World
4. Sandra - Everlasting Love
5. Rick Astley - My Arms Keep Missing You
6. Guesch Patti  - Etienne
7. Paolo Conte  - Max

kant D
1. Climie Fisher - Rise To The occasion (hiphop mix)
2. Stock, Aitken & Waterman  - Packjammed
3. Cliff Richard - Some People
4. Proclaimers - Letter From America
5. Icehouse - Crazy
6. U2 - Where The Streets Have No Name
7. Whitney Houston  - So Emotional